# Pod Wielgiem
Pod Wielgiem – część wsi Bąkowa położona w województwie mazowieckim w powiecie lipskim w gminie Ciepielów.
W latach 1975–1998 miejscowość administracyjnie należała do województwa radomskiego.